# Віїтка
Віїтка (ест. Viitka), — село в Естонії, входить до складу волості Вастселійна, повіту Вирумаа.